# Melchiorre Zoppio
Pour les articles homonymes, voir Zoppio.
Melchiorre Zoppio (né vers 1544 à Bologne en Émilie-Romagne et mort en 1634) était un médecin et homme de lettres italien.

## Biographie
Fils de Girolamo Zoppio, Melchiorre Zoppio suivit, à l'exemple de son père, la double carrière de la médecine et de l'enseignement. Il professa la philosophie à Macerata, et ensuite à Bologne, où il fut, en 1588, l'un des fondateurs de l'Académie de Gelati. Il adopta le nom de Caliginoso dans cette société, dont il était un des membres les plus zélés, et à laquelle il légua par son testament une salle pour ses assemblées. Pendant cinquante ans qu'il remplit les fonctions du professorat à Bologne, Melchior Zoppio s'acquit une telle réputation, que ses collègues lui décernèrent de son vivant les honneurs d'une inscription publique.
Il mourut octogénaire en 1634. Ses obsèques furent célébrées, avec une pompe inaccoutumée, dans l'église des PP. Servites, où il est inhumé. André Torelli, son confrère, prononça son éloge funèbre.
Outre divers traités de philosophie scolastique et quelques opuscules qui sont aujourd'hui sans intérêt, dont on trouvera les titres dans les Scrittori bolognesi d'Orlandi, p. 211, on a de Melchior deux comédies : Diogene accusato (Venise, 1598, in-12), pièce écrite en vers de cinq, de sept et de neuf syllabes, et Il Giuliano ; quatre tragédies : Admeto, Medea, Creusa, Meandro, Bologne, 1629, in-12. Il a laissé plusieurs ouvrages manuscrits, entre autres six gros volumes in-folio sur des matières philosophiques. Ghilini, qui nomme Melchior un microcosmo di scienze e di lettere, lui a consacré une notice, à la suite de celle de son père, dans le Teatro d'uomini letterati, t. 2, p. 156.

## Sources
- « Melchiorre Zoppio », dans Louis-Gabriel Michaud, Biographie universelle ancienne et moderne : histoire par ordre alphabétique de la vie publique et privée de tous les hommes avec la collaboration de plus de 300 savants et littérateurs français ou étrangers, 2e édition, 1843-1865 [détail de l’édition]